# Corylopsis obovata
Corylopsis obovata är en trollhasselart som beskrevs av Hung T. Chang. Corylopsis obovata ingår i släktet Corylopsis och familjen trollhasselfamiljen. Inga underarter finns listade i Catalogue of Life.